# Гетмановский сельский совет (Харьковская область)
Гетмановский сельский совет — входит в состав Шевченковского района Харьковской области Украины.
Административный центр сельского совета находится в селе Гетмановка.

## История
- 1920 — дата образования.

## Населённые пункты совета
- село Гетмановка
- село Лелюковка
- село Малые Крынки
- село Мостовое
- село Отрадное
- село Татьяновка

### Ликвидированные населённые пункты
- село Бугаевка
- село Олейниково